# Мирчо Спасов
Мирчо Спасов Христов е български офицер от Народната милиция и Държавна сигурност (генерал-полковник) и политик от Българската комунистическа партия (БКП).
Включва се в нелегалната дейност на БКП в младежка възраст, за което е осъждан и интерниран. След установяването на тоталитарния комунистически режим работи в Държавна сигурност, а между 1957 и 1973 година е заместник-министър на вътрешните работи и на практика е основният оперативен ръководител на Министерството на вътрешните работи (МВР). След това работи в апарата на Централния комитет до 1982 година, когато след няколко случая на значителна корупция е изпратен в пенсия. След падането на режима е съден за ролята му в организирането на концентрационни лагери в края на 50-те години.

## Биография

### Произход и нелегална дейност
Мирчо Спасов е роден на 4 февруари (23 януари стар стил) 1911 година в село Церецел, Софийско. През лятото на същата година баща му е убит, след което майка му сключва нов брак, а той е отгледан от свои роднини в Своге. През 1925 година завършва трети клас на свогенската прогимназия. След това се установява в София и работи като дърводелец.
През 1926 година Спасов става член на Българския комунистически младежки съюз, легализиран малко по-късно като Работнически младежки съюз (РМС), а през април 1932 година става член и на БКП. По това време оглавява и организацията на РМС в I район в София, а през август на 1932 година – окръжната организация в София, където работи под прякото ръководство на Георги Чанков. През август 1934 година е арестуван край църквата „Света Неделя“ в резултат на залавянето на друг партиен функционер – Дочо Колев. След разпити, в които не прави съществени признания, е осъден на 5 години затвор. Лежи в Сливенския затвор, откъдето е освободен предсрочно на 21 юни 1937 година. След освобождаването му от затвора Мирчо Спасов става инструктор на Централния комитет на РМС, отговорен за Южна България.
През 1939 година Мирчо Спасов се жени за Кина Ангелова, родена през 1915 година комунистическа активистка, която завършва висше образование и работи като учителка, а по-късно в партийния апарат. Семейството има двама синове – Лъчезар Спасов (р. 1941) и Румен Спасов (1946 – 2009), бизнесмен, обвиняван в мащабна корупция чрез фиктивния фалит на Българската земеделска и промишлена банка в средата на 90-те години.
Спасов е отново арестуван на 22 юни 1940 година и е интерниран в Преславско, а след това в Рибарица, Тетевенско. На 22 април 1941 година е затворен в лагера „Гонда вода“, а по-късно през същата година е прехвърлен в „Кръстополе“. По-късно Държавна сигурност разследва подозрения на негови сълагерници за съмнителните му контакти от това време с правителствени агенти. Освободен от лагера на 19 октомври 1943 година, през март 1944 година Спасов отива на югославска територия, където се присъединява към Трънския партизански отряд и получава командването на подразделение от 30 души. През май 1944 година отрядът навлиза в България, но той се отделя от него като болен и отива при съпругата си, която е учителка в село Дебели лаг, Радомирско. След като успява да се снабди с документи за пътуване, заминава за София, където се свързва с местната партийна организация.

### В милицията и Държавна сигурност
По време на Деветосептемврийския през 1944 година Мирчо Спасов участва в завземането на сградата на полицията в София и още на сутринта на 9 септември по негово желание е оставен на работа там от комунистическия функционер Титко Черноколев. Той застава начело на група „за арестуване и обезвреждане на лица от предишната власт“ в софийската милиция, като негов пряк ръководител е бъдещият диктатор Тодор Живков. По-късно Живков твърди, че не познава друг човек, който да е избил толкова хора през този период, колкото Спасов. Дейността му надхвърля обичайното за тези седмици на масов терор и предизвиква опасения в партийното ръководство, като Живков трябва да се застъпва за него пред партийния лидер Трайчо Костов, за да се избегне наказание.
От 1 ноември 1944 година Спасов е областен началник на милицията в Русе, където също бързо става известен с убийства, изнудвания на заможни граждани и създаването на незаконен концентрационен лагер. Дейността му предизвиква оплаквания от местни комунистически функционери за злоупотреба с власт, корупция, пиянство и „битово разложение“ и случаят е разгледан от висшето партийно ръководство, но в крайна сметка той не е наказан, а е преместен в столицата. На 25 май 1946 година е назначен за областен началник на милицията в София, а на 12 април, заедно с всички областни началници, получава званието полковник. На 8 юли му е наложено служебно наказание за „превишаване на власт“, според собствените му обяснения по-късно – „по отношение на мръсни вражески елементи“. През следващите месеци той продължава със своеволните си насилия и на 22 декември 1947 година е отстранен от поста на областен началник.
След кратък престой в кадровата служба на милицията, на 1 март 1948 година е преназначен в Държавна сигурност. От 31 януари 1949 година е началник на отделение, а от 5 май 1950 година – на отдел в подразделението на Държавна сигурност към Столичното управление на МВР. По това време завършва курсове във Висшата милиционерска школа на съветското Министерство на държавната сигурност и става член на градския партиен комитет и общински съветник. До 1951 г. е началник на столично управление на МВР. На 1 януари 1951 година Мирчо Спасов е назначен за началник на Окръжното управление на МВР в Плевен. На този пост отново е критикуван от ръководството на МВР за нередности в управлението му – побои над арестувани и извършени от милиционери битови убийства.
По същото време срещу него започва разследване на Държавна сигурност, предизвикано от личния му конфликт с Митка Гръбчева, влиятелна фигура в средите на БКП и Държавна сигурност, която го обвинява в протежиране на съмнителни служители. То установява, че по време на работата си в Русе Спасов неправомерно е освободил арестуван, но не доказва подозренията, че е взел подкуп за това. Според разследването през 1940 – 1941 година Спасов получава редовни плащания от Кирил Славов, собственик на дървообработващо предприятие, който през 1948 година е обявен за британски шпионин и умира при следствието. Преди Деветосептемврийския преврат Славов финансира дейността на БКП, като в предприятието му фиктивно са назначени и други комунистически активисти, като Георги Чанков и Димо Дичев.
През 1953 година разследването за политическа неблагонадеждност срещу Мирчо Спасов е прекратено, което дава началото на възход в кариерата му. През юни 1953 година става задочен курсист в тригодишна школа на Централния комитет на БКП, а от 1 януари 1957 година е върнат в София като началник на Окръжното управление на МВР, оставайки на този пост до 30 май 1957 година.

### В ръководството на МВР
След Априлския пленум през 1956 година, когато Тодор Живков се утвърждава като лидер на БКП, Мирчо Спасов е издигнат на ключови позиции в МВР. На 1 юни 1957 година става заместник-министър на вътрешните работи. Първата му значителна задача на този пост е ръководството на започналата в началото на следващата година мащабна кампания срещу „хулигани, крадци-рецидивисти и други разложени елементи“, при която голям брой хора са арестувани – по предварителни списъци или заловени по улиците в „неприлично облекло“ – а 1145 души, сред които 167 деца, са изпратени в концентрационния лагер „Белене“. Той е активен поддръжник на лагерите, за които отговаря като заместник-министър и които смята за „по-силно респектираща мярка, отколкото съдебната и затворническа процедура“. На 2 юни 1958 година, след приключването на кампанията срещу „хулиганите“, става кандидат-член на Централния комитет на БКП.
Когато през 1962 г. партийното ръководство осъжда насилията в ръководения от Спасов Ловешки концентрационен лагер, той е наказан само с партийно порицание, а лично Живков го защитава, наричайки го „златен човек, много предан“. Още в началото на годината става за пръв път за народен представител, какъвто остава до 1986 година, а на 5 ноември 1962 година е избран за член на Централния комитет на БКП. През пролетта на 1965 година лично извършва ареста на коменданта на Софийския гарнизон Цвятко Анев, един от основните участници в Заговора на Горуня. През следващите години той ръководи цялата дейност на министерството, отчитайки се пряко пред диктатора Живков. На 20 февруари 1969 година получава титлата първи заместник-министър, а малко по-късно е повишен в генерал-полковник, най-висшето звание в МВР. През 1971 година получава званието „Герой на социалистическия труд“, като в решението за награждаването е определен като „един от създателите на МВР“.

### В Централния комитет на БКП
През 1973 г. Спасов предизвиква опасенията на Тодор Живков, заради сближаването си с вътрешния министър Ангел Цанев, и двамата са отстранени от МВР, като за повод е използвана поредната афера на Спасов – злоупотреба с пари, предназначени за закупуване на самолетни билети. Той обаче запазва привилегиите си на генерал от Държавна сигурност и заема важния пост на завеждащ отдел „Кадри, партийни организации и командировки в чужбина“ в Централния комитет на БКП. Тази длъжност му дава значително влияние върху кадровия подбор в партийния апарат, както и върху дейността на Държавна сигурност извън страната. През следващите години Мирчо Спасов се сближава със заместник-министъра на външните работи Живко Попов, който ръководи създадената по инициатива на дъщерята на диктатора Людмила Живкова служба за придобиване на културни ценности в чужбина.
Малко след смъртта на Людмила Живкова Живко Попов е обвинен в мащабни финансови злоупотреби около дейността на Фонд „13 века България“. Мирчо Спасов е обвинен, че е съдействал на тази корупционна дейност, предоверявайки се на Попов, но за разлика от няколко участници в нея не е съден. На 20 януари 1982 година Политбюро взема решение за отстраняването му от ръководството на отдел „Кадри“, както и от състава на Централния комитет, което става на пленум на Централния комитет на 2 март. Според свидетелство на военния прокурор Лилко Йоцов, обвинител на Спасов по делото за лагерите, Тодор Живков признава извън протокола, че три пъти е спасявал Мирчо Спасов: „Първия път, когато се беше увлякъл в разправа с враговете след 9.IX.1944. Тогава искаха да го съдят, но аз го спасих, защото вече бях втори секретар на партията в София. Втория път го спасих от безобразията му с лагерите, но третия път, когато той направи (той, Тодор Живков, знаете, имаше един селски начин на изразяване), когато направи тая простотия с дъщерята, с фонда, тогава го махнах въобще“.

### Последни години
След отстраняването му от Централния комитет Мирчо Спасов излиза в пенсия и се оттегля от обществения живот. Непосредствено след отстраняването на Тодор Живков на Ноемврийския пленум през 1989 година новото ръководство на БКП го обявява за главен виновник за работата на концентрационните лагери на комунистическия режим. През януари 1990 година той е изключен от БКП, а на 22 март започва следствие за дейността на лагерите в Ловеч и Скравена. Малко по-късно са отнети всички служебни и държавни награди на Спасов, както и генералското му звание.
В хода на разследването на престъпленията в лагера в Ловеч всички от ръководството на лагера свидетелстват, че писмени заповеди никога не са давани, а е действано единствено по устни указания от Мирчо Спасов. Самият той твърди, че е организирал двата лагера по нареждане на вътрешния министър Георги Цанков, приемайки, че за това има решение на Политбюро, и оправдава действията си с копиране на опита на съветските другари. Спасов оправдава затварянето в лагери на хора без съд и присъда като „борба с гнилия американски капитализъм“, зародишът на който били хората, затворени в лагера, които трябвало да бъдат подложени на „физическо и стерилно унищожаване“. На 8 юни 1993 година във Върховния съд започва делото за двата лагера, по което освен Спасов обвиняеми са няколко служители в самите лагери – началникът Петър Гогов, заместник-началникът Цвятко Горанов, Николай Газдов и Юлияна Ръжгева. Обвинението е представено лично от главния прокурор Иван Татарчев, който пледира за смъртни присъди за всички обвиняеми, които са обвинени в извършването на 14 умишлени убийства.
Мирчо Спасов умира на 13 юли 1993 година в дома си в София, където е под домашен арест.

## Звания
- полковник от народната милиция – 12 април 1946
- полковник от Държавна сигурност – 30 април 1951
- генерал-майор – 14 септември 1954
- генерал-лейтенант – 19 септември 1959
- генерал-полковник – 2 септември 1969[20] (лишен от званието на 30 март 1990)

## Награди
- Орден „Георги Димитров“, 4 пъти (1959, 1961, 1971)
- орден „НРБ“ I-ст.,
- „Народна свобода 1941 – 1944“,
- „9-и септември 1944“,
- „Червено знаме“
- Носител на почетно звание „Герой на социалистическия труд“ (1971)
- медал „13 века България“/ отнети на 30 март 1990 г.